# هيرونوبو كاغياما
هيرونوبو كاغياما (影山ヒロノブ كاغياما هيرونوبو, الكتابة الحقيقية لإسمه: 景山浩宣) هو مطرب ومؤلف أغاني ياباني ولد في 18 فبراير 1961 في أوساكا.

## زواجه
- ريسا كاياما

## ديسكوغرافيا

### ألبومات
- BROKEN HEART
- It's LIVE Runnin
- FIRST AT LAST
- HORIZON
- BORN AGAIN
- I'm in you.
- Cold Rain
- 30years3ounce
- ROCK JAPAN

### أغاني منفردة
- 今日を生きよう
- TRY ME
- ほとんどクレイジー
- 真夜中のダンス
- STAR DUST MEMORY
- 電撃戦隊チェンジマン (شارة البداية لمسلسل توكوساتسو دينغيكي سنتاي تشينجمان)
- 若さでチェンジマン
- 夏が壊れていく-Day Dream Blues-
- St. Elmo's Fire
- スターダストボーイズ (شارة البداية لمسلسل أنمي سهم الفضاء)
- 炎のバイオレンス (شارة النهاية لمسلسل أنمي إم دي غايست)
- WILD BOY
- 光戦隊マスクマン (شارة البداية لمسلسل توكوساتسو هيكاري سنتاي ماسكمان)
- ザ・ヘッドマスターズ (شارة البداية لمسلسل أنمي ترانسفورمرز ذا هيدماسترز)
- 聖闘士神話 〜ソルジャー・ドリーム〜 (شارة البداية الثانية لمسلسل أنمي سينت سيا)
- CHA-LA HEAD-CHA-LA (شارة البداية الأولى لمسلسل أنمي دراغون بول Z)
- 鳥人戦隊ジェットマン (شارة البداية لمسلسل توكوساتسو تشوجين سنتاي جيتمان)
- Ready to love
- ダークウォーター
- 好き好き好き
- Skyscraper 〜摩天楼に抱かれて〜
- 紅の流星機
- キャシャーン〜風の墓標〜
- 戦うために生まれた戦士
- WE GOTTA POWER (شارة البداية الثانية لمسلسل أنمي دراغون بول Z)
- 瞳を閉じてエミリア
- 奇蹟のビッグ・ファイト
- WE ARE REYSOL
- Do!Challenge
- ドラゴンパワー∞ (شارة النهاية لفيلم أنمي دراغون بول Z: بايو-برولي)
- 出たぞ!隠大将軍!!
- ミニ四駆だ!レッツ&ゴー!!
- 鬼神童子ZENKI (شارة البداية الأولى لمسلسل أنمي كيشين دوجي زينكي)
- 最強のフュージョン (شارة النهاية لفيلم أنمي دراغون بول Z: تجديد الدمج)
- GET WIN THE"J"
- 僕たちのスタート (شارة البداية لمسلسل أنمي جورا تريبر)
- 俺がやらなきゃ誰がやる (شارة النهاية لفيلم أنمي دراغون بول Z: غضب التنين)
- 超鬼神ZENKI、来迎聖臨! (شارة البداية الثانية لمسلسل أنمي كيشين دوجي زينكي)
- 手と手をつなごう!
- Dokkan Beat
- パワーアップ・タートルズ
- Get up! V MAGNUM
- IT WAS 30 YEARS AGO
- ONE DREAM,ONE LOVE (شارة البداية لمسلسل أنمي سابق ولاحق الجزء الثاني)
- Take A Journey
- 「俺たち」のテーマ
- がんばれゴエモンのテーマ (شارة البداية للعبة فيديو ميستيكال نينجا ستارينغ غويمون)
- My name is カーボーイ (شارة النهاية لمسلسل أنمي سابق ولاحق ماكس)
- なせばなるほどロボタック (شارة البداية لمسلسل توكوساتسو المحقق الخارق روبوتاك)
- テツワン探偵ロボタック
- テツワン探偵ロボタック2
- Power Of Love (شارة النهاية لمسلسل أنمي فيوتشر GPX سايبر فورميولا)
- テツワン探偵ロボタック3
- アメノチエガオエガオノチハレ
- HEATS (شارة البداية الثانية لأوفا أنمي تشينج!! جيتر روبو: آخر أيام الأرض)
- SMILE AGAIN (شارة البداية للعبة فيديو غويمونز غريت أدفنتشر)
- ベースボール天国
- WIN A FIGHT
- 魂のエヴォリューション (شارة البداية للدبلجة اليابانية للموسم الثاني من بيست وورز: ترانسفورمرز)
- ヒーローは放送中
- 千年のソルジャー (شارة البداية للدبلجة اليابانية للموسم الثالث من بيست وورز: ترانسفورمرز)
- 俺はとことん止まらない!! (شارة البداية للعبة فيديو دراغون بول Z: بودوكاي 3)
- CHA-LA HEAD-CHA-LA 〜2005〜
- Eternal Love 2006 (شارة بداية side h للعبة فيديو غالاكسي إنجل II: باب المنطقة المطلقة)
- 風雲無双伝
- 光のさす未来へ! (شارة البداية للعبة فيديو دراغون بول Z: إنفينيت وورلد)
- Progression (شارة البداية للعبة فيديو دراغون بول: ريجينغ بلاست)
- EVER LAST
- Battle of Omega (شارة البداية للعبة فيديو دراغون بول: ريجينغ بلاست 2)
- 呀 〜Tusk of Darkness〜
- ヨーソロー 〜星の海を越えて〜 (شارة النهاية للفصل الخامس من سلسلة أفلام سفينة الفضاء ياماتو 2199)

## أدواره في السينما اليابانية
- غارو: ريد ريكوييم - زاروبا (صوت)

## أدواره في الأنمي

### مسلسلات أنمي تلفزيونية
- غارو: ختم اللهب - زاروبا
- غارو: القمر القرمزي - زاروبا
- غارو: فانيشينغ لاين - زاروبا

### أفلام أنمي
- غارو: ديفاين فليم - زاروبا

## وصلات خارجية
- هيرونوبو كاغياما على موقع IMDb (الإنجليزية)
- هيرونوبو كاغياما على موقع ميوزك برينز (الإنجليزية)
- هيرونوبو كاغياما على موقع أول ميوزيك (الإنجليزية)
- هيرونوبو كاغياما على موقع ديسكوغز (الإنجليزية)
- هيرونوبو كاغياما على موقع قاعدة بيانات الفيلم (الإنجليزية)
- هيرونوبو كاغياما على موقع كينوبويسك (الروسية)
- هيرونوبو كاغياما على موقع ANN person (الإنجليزية)